# Unbreakable Machine-Doll
Unbreakable Machine-Doll (яп. 機巧少女は傷つかない «Масин-До:ру ва кидзуцуканай» или «Кико: сёдзё ва кидзуцуканай») — ранобэ, автором которой является Рэйдзи Кайто, а иллюстратором Ruroo. Публиковалась издательством Media Factory в журнале MF Bunko J imprint с ноября 2009 года. Всего выпущено 12 томов. Манга-адаптация, авторства Хакару Такаги начала выпускаться в журнале Monthly Comic Alive в 2010 году. Аниме-адаптация, созданная студией Lerche, транслировалась в Японии с октября по декабрь 2013 года.

## Сюжет
Действие происходит в альтернативном современном мире стимпанка, где технологии и алхимия с магией стали единым целым. Благодаря им можно создавать магические механизмы — фамильяры или боевые куклы, обладающие волшебством и разумом, однако для этого хозяину куклы нужно немало тренироваться, чтобы умело управлять куклой. Для таких людей существует академия в Великобритании, в неё прибывает учиться японец по имени Райсин Аканабэ, потомственный оммёдзи. В академии среди 100 сильнейших учеников проводится «Вальпургиева ночь» — сражения, среди которых сильнейший получает титул «мудреца». Однако истинные мотивы Райсина кроются в том, чтобы отомстить убийце семьи, и единственный способ сделать это — стать достаточно сильным для попадания в сотню сильнейших учеников.

## Список персонажей
Райсин Акабанэ (яп. 赤羽 雷真 Акабанэ Райсин)
Сэйю: Хиро Симоно
Главный герой истории. Прибыл из Японии, чтобы убить Магнуса, когда-то убившего семью Райсина. Потомственный оммёдзи. Очень грубый, прямолинейный и вредный. Порой кажется, что он абсолютно равнодушен к Яе, на деле это не так. Для того, чтобы убить Магнуса, поступает в Вальпургиеву механическую академию, чтобы достичь статуса мудреца. В отличие от своих родственников, обладал меньшим талантом и поэтому получал меньше внимания со стороны семьи. Он оказался единственным выжившим, но полумёртвым. Его спасла Сёко Карюсай при условии, что он победит Тэндзэна, если же нет, то Сёко разберёт тело Райсина на органический материал для своих кукол. При поступлении в академию числился предпоследним в списке студентов, поэтому получил прозвище «предпоследний». Однако вскоре Райсин развивает свои навыки достаточно, чтобы попасть последним в сотню сильнейших учеников.
Яя (яп. 夜々)
Сэйю: Хитоми Харада
Кукла Райсина — механизм, собранный Сёко. Она — запретный механизм, так как при её создании была использована органика — останки погибшей девушки и подруги Райсина. Яя копирует её внешность, однако Райсин видит в ней куклу. Страстно влюблена в Райсина и постоянно добивается от него интимных отношений. Очень ревнует, когда Райсин общается с девушками. Является самой совершенной куклой, созданной Сёко, но пока Яя не осознаёт всей возможности своей силы.
Шарлотта Блю (яп. シャルロット・ブリュー Сяруротто Бурю:)
Сэйю: Мэгуми Такамото
Ученица второго курса Вальпургиевой механической академии, одна из лучших студентов, находится на 6 месте. Стремится стать мудрецом, чтобы возродить честь семью Блю. Когда-то их собака ранила мальчика, представителя королевской семьи, и поэтому клан Блю был опозорен, потерял поместье и большинство своих кукол. Папа Шарлотты переехал во Францию, чтобы стать кукловодом. Сначала Шарлотта холодно относится с Райсину, но при этом с самого начала интересуется им, долгое время отрицая это. Позже и вовсе влюбляется в него.
Фрэй (яп. フレイ Фурэй)
Сэйю: Кана Асуми
Ученица третьего курса академии. Занимает 99 место среди 100 сильнейших учеников. Является «ребёнком Ханаана» с искусственным сердцем, способным напрямую передавать ману (магию) кукле, побочным эффектом является альбинизм. Её куклу-собаку зовут Раби. Сначала получила от «отца» задание убить Райсина, но каждый раз терпела неудачу из-за своей неуклюжести. Позже подружилась с Райсином и прониклась к нему чувствами. После того, как Райсин освобождает родственников Раби, Фрей берёт их под свою опеку.
Локи (яп. ロキ Роки)
Сэйю: Нобухико Окамото
Младший брат Фрэй, второкурсник. 7-й из сильнейших учеников. Как и Фрэй, имеет искусственное сердце и страдает альбинизмом. Очень агрессивный и конфликтный. Поначалу очень грубо обращается с Фрэй, но на деле очень любит её и всегда защищает, когда Фрэй грозит смертельная опасность. Управляет куклой-ангелом по имени Херувим.
Магнус (яп. マグナス Магунасу) / Тэндзэн Акабанэ (яп. 赤羽 天全 Акабанэ Тэндзэн)
Сэйю: Юки Оно
Таинственный кукловод, который является лучшим учеником в академии и старшим братом Райсина. Частично скрывает своё лицо под маской. Может одновременно управлять шестью куклами, одна из которых очень похожа на покойную сестру Райсина — Надэсико. По непонятной причине убил семью Акабанэ.
Феликс Кингсфорт (яп. フェリクス・キングスフォート Фэрикусу Кингусуфо:то)
Сэйю: Юки Кадзи
Глава дисциплинарного комитета и бывший парень Шарлотты. В начале сюжета попросил Райсина поймать таинственную куклу-убийцу. Позже выясняется, что это была его кукла, которая устраняла лучших учеников, чтобы Феликс смог стать мудрецом. В его планы также входило подставить Шарлотту (якобы хозяином куклы-убийцы является она) и натравить Райсина на неё. Однако его планы не осуществляются — его побеждает Райсин, уничтожив куклу.
Седрик Гранвилль (яп. セドリック・グランビル Сэдорикку Гурамбиру) Алис Бернштайн (яп. アリス・バーンスタイン Арису Ба:нсутайн)
Сэйю: Риса Танэда
Председатель исполнительного комитета. Обещая Шарлотте вернуть честь её семьи, поручил убить директора. Позже подсылает своего дворецкого, чтобы убить Райсина и Шарлотту. На деле это оказывается Алис Грандвилль, которая хотела испытать способности Райсина.
Сигмунт (яп. シグムント Сигумунто)
Сэйю: Дзёдзи Наката
Кукла-дракон Шарлотты. Может принимать гигантские формы. Как и Яя, запрещённая кукла и старинная. Когда-то убивал и поедал людей, сейчас стал спокойным и рациональным, и больше не убивает, хотя для пробуждения всей своей мощи Сигмунту нужно есть мясо.
Ирори (яп. いろり)
Сэйю: Ай Каяно
Кукла, созданная Сёко, «старшая сестра» Яи. Постоянно сопровождает Сёко. Хорошо знает Яю.
Комурасаки (яп. 小紫)
Сэйю: Юй Огура
Кукла, созданная Сёко. Весёлая и озорная девочка. Способна искажать солнечные лучи, делая себя и других невидимыми.
Лизетта Норден (яп. リゼット・ノルデン Ридзэтто Норудэн)
Сэйю: Мамико Ното
Вице-начальник дисциплинарного совета. На деле она является куклой-убийцей Феликса. Её способность заключается в том, чтобы один раз использовать способность убитой куклы. Была уничтожена Яей во время боя.
Раби (яп. ラビー Раби:)
Кукла Фрэй, является запретным механизмом, а именно собакой с частично механическими органами, де-факто живым существом. Его особенность заключается в том, что он был рождён, а не создан.
Сёко Карюсай (яп. 花柳斎 硝子 Карю:сай Сё:ко)
Сэйю: Юкана
Знаменитая женщина-кукловод, когда-то создала сверхкуклу для британского правительства, но Яя, по её словам, более совершенна, хотя пока не знает всех своих возможностей. Помимо Яи, она создала Ирори и Комурасаки.
Кимберли (яп. キンバリー Кимбари:)
Сэйю: Сидзука Ито
Учитель академии и классный руководитель класса Райсина. Она тайно входит в ассоциацию магов — крестоносцев и тайно наблюдает за действиями Райсина.
Кревелл (яп. クルーエル Куру:эру)
Сэйю: Дзюньити Сувабэ
Врач академии. Лечит Райсина всякий раз, когда тот получает серьёзные раны.
Бронсон (яп. ブロンソン Буронсон)
Сэйю: Кэн Нарита
Глава детского общежития, в котором тайно выращивает «детей Ханаана». Позже выясняется, что он похищал и отбирал наиболее подходящих детей, проводя над ними эксперименты и вживляя механическое сердце. Неудачные результаты экспериментов он консервировал в сосуды, которые сотнями хранятся в камере. Послал Фрэй убить Райсина. Впоследствии был арестован.
Энриетта Блю (яп. アンリエット・ブリュー Анриэтто Бурю:)
Сэйю: Асука Ниси
Сестра-близнец Шарлотты, множество раз совершала неудачные попытки самоубийства. Позже выясняется, что она хотела покончить с собой, чтобы Шарлотта не была обязана убить директора школы. Её защищает Райсин, и в конце концов Энриетта решает стать личной горничной Кимберли.

## Ранобэ
Изначально Machine-Doll wa Kizutsukanai было создано как ранобэ, автором которой является Рэйдзи Кайто, а иллюстратором Ruroo. Первый том был опубликован издательством Media Factory 21 ноября 2009 года, 15 том был опубликован 25 сентября 2015 года. К ограниченному выпуску четвёртого тома прилагалась CD-Драма.
| №  | Заглавие | Japanese: дата публикации | Japanese: ISBN                                                                         |
| -- | --- | ------------------------- | -------------------------------------------------------------------------------------- |
| 1  | Unbreakable Machine-Doll 1: Facing "Cannibal Candy" Масин-До:ру ва Кицуканай 1 Фэйсинг: Каннибал Сэнди (機巧少女は傷つかない1 Facing "Cannibal Candy")   | 21 ноября 2009            | ISBN 978-4-8401-3085-1                                                                 |
| 2  | Unbreakable Machine-Doll 2: Facing "Sword Angel" Масин-До:ру ва Кицуканай 2 Фэйсинг: Сворд Ангел (機巧少女は傷つかない2 Facing "Sword Angel")            | 25 марта 2010             | ISBN 978-4-8401-3245-9                                                                 |
| 3  | Unbreakable Machine-Doll 3: Facing "Elf Speeder" Масин-До:ру ва Кицуканай 3 Фэйсинг: Элф Спидер (機巧少女は傷つかない3 Facing "Elf Speeder")             | 21 июля 2010              | ISBN 978-4-8401-3452-1                                                                 |
| 4  | Unbreakable Machine-Doll 4: Facing "Rosen Kavalier" Масин-До:ру ва Кицуканай 4 Фэйсинг: "Rosen Kavalier" (機巧少女は傷つかない4 Facing "Rosen Kavalier") | 20 ноября 2010            | ISBN 978-4-8401-3579-5 (простое издание) ISBN 978-4-8401-3580-1 (ограниченное издание) |
| 5  | Unbreakable Machine-Doll 5: Facing "King's Singer" Масин-До:ру ва Кицуканай 5 Фэйсинг: Кинг Сингер (機巧少女は傷つかない5 Facing "King's Singer")        | 22 марта 2011             | ISBN 978-4-8401-3854-3                                                                 |
| 6  | Unbreakable Machine-Doll 6: Facing "Crimson Red" Масин-До:ру ва Кицуканай 6 Фэйсинг: Кримсон ред (機巧少女は傷つかない6 Facing "Crimson Red")            | 22 июля 2011              | ISBN 978-4-8401-3973-1                                                                 |
| 7  | Unbreakable Machine-Doll 7: Facing "Genuin Legends" Масин-До:ру ва Кицуканай 7 Фэйсинг: Генун Легендс (機巧少女は傷つかない7 Facing "Genuin Legends")    | 21 декабря 2011           | ISBN 978-4-8401-4336-3                                                                 |
| 8  | Unbreakable Machine-Doll 8: Facing "Lady Justice" Масин-До:ру ва Кицуканай 8 Фэйсинг: Лэйсди Джастис (機巧少女は傷つかない8 Facing "Lady Justice")       | 23 апреля 2012            | ISBN 978-4-8401-4549-7                                                                 |
| 9  | Unbreakable Machine-Doll 9: Facing "Star Gazer" Масин-До:ру ва Кицуканай 9 Фэйсинг: Стар Гэйзер (機巧少女は傷つかない9 Facing "Star Gazer")              | 22 сентября 2012          | ISBN 978-4-8401-4820-7                                                                 |
| 10 | Unbreakable Machine-Doll 10: Facing "Target Gold" Масин-До:ру ва Кицуканай 10 Фэйсинг: Таргет Голд (機巧少女は傷つかない10 Facing "Target Gold")         | 24 января 2013            | ISBN 978-4-8401-4959-4                                                                 |
| 11 | Unbreakable Machine-Doll 11: Facing "Doll's Master" Масин-До:ру ва Кицуканай 11 Фэйсинг: Доллс Мастер (機巧少女は傷つかない11 Facing "Doll's Master")    | 23 мая 2013               | ISBN 978-4-8401-5183-2                                                                 |
| 12 | Unbreakable Machine-Doll 12: Facing "Master's Doll" Масин-До:ру ва Кицуканай 12 Фэйсинг: Мастерс Долл (機巧少女は傷つかない12 Facing "Master's Doll")    | 21 сентября 2013          | ISBN 978-4-8401-5415-4                                                                 |
| 13 | Unbreakable Machine-Doll 13: Facing "Elder Empress" Масин-До:ру ва Кицуканай 13 Фэйсинг: Эльда Эмприс (機巧少女は傷つかない13 Facing "Elder Empress")    | 22 февраля 2014           | ISBN 978-4-04-066308-1                                                                 |
| 14 | Unbreakable Machine-Doll 14: Facing "Violet Silver" Масин-До:ру ва Кицуканай 14 Фэйсинг: Ваялит Сильва (機巧少女は傷つかない14 Facing "Violet Silver")   | 24 октября 2014           | ISBN 978-4-04-066910-6                                                                 |
| 15 | Unbreakable Machine-Doll 15: Facing "Machine doll I" Масин-До:ру ва Кицуканай 15 Фэйсинг: Мэшин дол I (機巧少女は傷つかない15 Facing "Machine doll I")   | 25 сентября 2015          | ISBN 978-4-04-067470-4                                                                 |

## Манга
Манга-адаптация авторства Хакару Такаги начала выпускаться издательством Media Factory в журнале Monthly Comic Alive 27 апреля 2010 года. Первый том был выпущен 22 ноября 2010 года. К марту 2016 года было выпущено 9 томов манги. К ограниченному выпуском первого тома прилагалась CD-драма Спин-офф манга под названием Gene Metallica: Unbreakable Machine-Doll Re:Acta (яп. ジーンメタリカ-機巧少女は傷つかない Re:Acta- Дзи:н Мэтарика -Маси:н-До:ру ва Кидзуцуканай Рэ:Акта-) авторства Мисато Камады начала публиковаться издательством Media Factory в журнале Monthly Comic Gene с 15 апреля 2013 года.
| № | Япония: дата публикации | Япония: ISBN                                                                           |
| - | ----------------------- | -------------------------------------------------------------------------------------- |
| 1 | 22 ноября 2010          | ISBN 978-4-8401-3378-4 (простое издание) ISBN 978-4-8401-3377-7 (ограниченное издание) |
| 2 | 23 марта 2011           | ISBN 978-4-8401-3768-3                                                                 |
| 3 | 22 октября 2011         | ISBN 978-4-8401-4049-2                                                                 |
| 4 | 23 марта 2012           | ISBN 978-4-8401-4433-9                                                                 |
| 5 | 21 сентября 2012        | ISBN 978-4-8401-4726-2                                                                 |
| 6 | 23 мая 2013             | ISBN 978-4-8401-5058-3                                                                 |
| 7 | 21 сентября 2013        | ISBN 978-4-8401-5323-2                                                                 |
| 8 | 23 сентября 2014        | ISBN 978-4-0406-6815-4                                                                 |
| 9 | 23 марта 2016           | ISBN 978-4-04-068205-1                                                                 |

Gene Metallica: Unbreakable Machine-Doll Re:Acta
| № | Japanese: дата публикации | Japanese: ISBN         |
| - | ------------------------- | ---------------------- |
| 1 | 27 сентября 2013          | ISBN 978-4-8401-5330-0 |
| 2 | 27 мая 2014               | ISBN 978-4-0406-6564-1 |

## Аниме
Аниме-адаптация, выпущенная студией Lerche, начала транслироваться по телеканалу AT-X с 7 октября по 23 декабря 2013 года. Позже аниме транслировалось также по телеканалам Tokyo MX, ytv, TV Aichi и BS11. Серии официально доступны на видео-портале Funimation. Режиссёром выступил Кидзи Ёсимото, автором сценария — Юко Какикара, дизайнером персонажей — Ацуки Ватанабэ и композитором — Масару Ёкояма. Аниме-сериал охватывает события первых трёх новелл. Открывающую тему к аниме «Anicca» исполняет Хитоми Харада, а завершающую «Maware! Setsugetsuka» (яп. 回レ! 雪月花) исполняют Хитоми Харада, Ай Каяно и Юй Огура. С 25 декабря 2013 года по 28 мая 2014 года на DVD и Blu-ray изданиях были выпущены 6 OVA-серий.
| 1 | Facing "Cannibal Candy" I (第1話)   | 7 октября 2013 г.  |
| Райсин и Яя прибывают из Японии в Англию, чтобы обучаться в академии. Райсин по результатам вступительного экзамена оказывается вторым с конца, но намеревается попасть в группу 100 сильнейших учеников. Для этого он вызывает на бой Шарлотту. |                                     |                    |
| 2 | Facing "Cannibal Candy" II (第2話)  | 14 октября 2013 г. |
| Райсин узнаёт, что Магнус, убивший когда-то его семью, тоже учится в академии, но, осознавая, что сейчас слабее, решил не нападать. По ночам некая кукла зверски убивает других кукол, Райсина привлекают к расследованию. В ходе него Райсин приглашает Шарлотту на свидание и по возвращении в академию узнаёт, что была убита ещё одна кукла. |                                     |                    |
| 3 | Facing "Cannibal Candy" III (第3話) | 21 октября 2013 г. |
| Райсин понимает, что убитая кукла не является Яей, однако Феликс видит, что Шарлотта и Райсин вместе, и говорит ей, чтобы она не попадалась ему на глаза. Шарлотта пропадает, Райсин идёт её искать и встречает Сёко с Ирори. Сёко снимает ограничения с Яи. Вскоре Райсин узнаёт, что дисциплинарный комитет разыскивает Шарлотту, так как в её комнате было найдено множество магических цепей. Однако куклой-убийцей оказывается Лизетта Нордон. Шарлотту по ошибке принимают за хозяина куклы-убийцы. Но оказывается, что это было частью плана Феликса, который хотел натравить Райсина на Шарлотту и в результате решил убить Шарлотту сам. Девушку в последний момент спасают Райсин и Яя. |                                     |                    |
| 4 | Facing "Cannibal Candy" IV (第4話)  | 28 октября 2013 г. |
| Райсин и Яя сражаются против Феликса и его куклы, ей оказывается Лизетта, а точнее Элиза. Райсина серьёзно ранят, Яю чуть не поглощает туман Элизы, но из-за того, что магия Яи проникла в тело Элизы, её тело становится неустойчивым и разрушается. Феликс поражён и опозорен. Райсин получает официальное право принять участие в вальпургиевой ночи. |                                     |                    |
| 5 | Facing "Sword Angel" I (第5話)      | 4 ноября 2013 г.   |
| Райсин находит посреди своей комнаты связанную девушку по имени Фрэй и освобождает её. Она заявляет, что хочет убить Райсина. Позже Фрэй мастерит ловушку для Райсина, но попадается в неё сама. На неё нападает её брат Локи, и в драку вмешивается Райсин. Ночью Райсин находит у постели Фрэй, которая хотела убить его. Яя ошибочно думает, что Райсин провёл с ней ночь. На следующий день обезумевшая кукла-пёс Фрэй, Раби, ранит Райсина. Фрэй сбегает со своим псом, и Райсина внезапно встречает Комурасаки. Она отправляется вместе с Райсином на шпионаж. Яя сильно ревнует, и во время прогулки в парке на неё нападают.                                                              |                                     |                    |
| 6 | Facing "Sword Angel" II (第6話)     | 11 ноября 2013 г.  |
| Яя смертельно ранена. Там временем Райсин и Комурасаки встречают Ёми — мать Равена. Райсин хочет узнать, почему Фрэй хочет убить его, и Ёми решает отвезти их в нужное место. Райсин узнаёт, что Фрэй воспитывалась в детском доме, где выращивают особых детей «Ханаан», имеющих высокую совместимость с маной, а также хранят законсервированных эмбрионов в инкубаторах. Главных героев замечают, и они сбегают, но на них нападают куклы. Райсин и Комурасаки сбегают, но Ёми погибает. Яя начинает поправляться. Сёко поручает Райсину украсть сердце у Раби, но он против. Вечером состоится официальное начало вальпургиевой ночи.                                                         |                                     |                    |
| 7 | Facing "Sword Angel" III (第7話)    | 18 ноября 2013 г.  |
| Райсин смертельно ранен атакой Локи и попадает в больницу. Фрэй устраивает бой против Локи. Раби оказывается сильно ранен, но начинает насильно поглощать ману Фрэй. Локи хочет убить Раби, но вмешивается Райсин и разрывает связь между Раби и Фрэй, спасая её от смерти. В больнице Сёко реанимирует Раби и извлекает его магическое сердце. Райсин и Яя решают тайно пробраться в приют и освободить всех родственников Раби, однако их останавливает Локи. |                                     |                    |
| 8 | Facing "Sword Angel" IV (第8話)     | 25 ноября 2013 г.  |
| Райсин и Локи сражаются, однако на обоих нападает полиция и они вынуждены скрыться, но всех полицейских перебивает Бронсон — отец Локи. Райсин и Локи нападают на Бронсона. Хоть и с большим трудом, но им удаётся убить куклу-Херувима. Кимберли маскируется и арестовывает Бронсона. Все псы оказываются свободными. На академию внезапно нападает Шарли и разрушает часовню при попытке убийства директора Разерфорда. |                                     |                    |
| 9 | Facing "Elf Speeder" I (第9話)      | 2 декабря 2013 г.  |
| Главные герои в смятении, Райсин ищет Шарлотту. Они находят Энриетту (она же Анри, сестра Шарлотты) за попыткой самоубийства, но та сбегает. Позже выясняется, что Анри прибыла, «чтобы сделать Шарлотту несчастной». Райсин должен был сражаться с 78 игроком, но тот сбежал с поля битвы. Он не верит, что Шарлотта могла уничтожить башню. Внезапно Шарлотта снова пытается убить директора. Рядом оказываются Анри и Райсин, которые попадают под прицел. |                                     |                    |
| 10 | Facing "Elf Speeder" II (第10話)    | 9 декабря 2013 г.  |
| Райсин и Анри не погибают, но оказываются в подземелье. На деле Шарлотта действовала согласно приказу Седрика, чтобы восстановить честь семьи. Во время очередного предстоящего боя 86 игрок снова не появляется перед Райсином. Седрик недоволен работой Шарлотты, хочет схватить Анриетту и убить Райсина. |                                     |                    |
| 11 | Facing "Elf Speeder" III (第11話)   | 16 декабря 2013 г. |
| Дворецкий Седрика нападает на Райсина и Яю и одолевает их, но в бой вмешивается Локи, а потом и Фрэй. Дворецкий, видя количественное преимущество противника, сбегает. Позже Райсин сталкивается с Шарлоттой, но та нападает на Райсина. В бой вмешивается дворецкий, нападая на обоих. Дворецкий оказывается «механической куклой» Седрика. |                                     |                    |
| 12 | Facing "Elf Speeder" IV (第12話)    | 23 декабря 2013 г. |
| Бой продолжается, но преимущество в бою переходит на сторону Яи, и дворецкий оказывается истощённым. Появляется Седрик, Райсин берёт его в заложники. Из-за спины нападает дворецкий, но Яя пробуждает в себе силы и снова бьёт дворецкого. Седрик сбегает вместе с дворецким, и на деле это оказывается девушка, председатель исполнительного комитета, которая решила испытать Райсина и его куклу. Райсин попадает в больницу, а Энриетта, которую не приняли в академию, получила приют у Кимберли в качестве горничной. |                                     |                    |